# Santiago Dominguillo
Santiago Dominguillo är en ort i Mexiko.   Den ligger i kommunen San Juan Bautista Cuicatlán och delstaten Oaxaca, i den sydöstra delen av landet, 300 km sydost om huvudstaden Mexico City. Santiago Dominguillo ligger 758 meter över havet och antalet invånare är 371.
Terrängen runt Santiago Dominguillo är bergig västerut, men österut är den kuperad. Santiago Dominguillo ligger nere i en dal. Runt Santiago Dominguillo är det mycket glesbefolkat, med 3 invånare per kvadratkilometer. Närmaste större samhälle är Atatlahuaca, 16,0 km sydost om Santiago Dominguillo. I omgivningarna runt Santiago Dominguillo växer huvudsakligen savannskog.